# Francis Jackson Meriam
Pour les articles homonymes, voir Meriam.
Francis Jackson Meriam est un abolitionniste américain né le 17 novembre 1837 à Framingham, dans le Massachusetts, et mort le 28 novembre 1865 à New York. Il participa indirectement en octobre 1859 au raid contre Harpers Ferry mené par John Brown. Il était resté dans la ferme Kennedy pour surveiller les armes et les munitions qui y avaient été stockées et parvint à s'enfuir lorsque l'assaut tourna mal. Capitaine dans l'Armée de l'Union dans la Third South Carolina Colored Infantry pendant la guerre de Sécession, il est blessé à la jambe au cours de celle-ci.